# Little Island (New York)
Little Island, dříve Little Island at Pier 55 či Little Islands @Pier55 je park, nacházející se na umělém ostrově na řece Hudson v New Yorku. Park navrhlThomas Heatherwick se svým studiem. Oficiální otevření parku proběhlo 21. května 2021. Park byl financován převážně soukromými investory.
Součástí parku je amfiteátr s celkovou kapacitou 687 míst s osvětlením a akustikou.

## Galerie

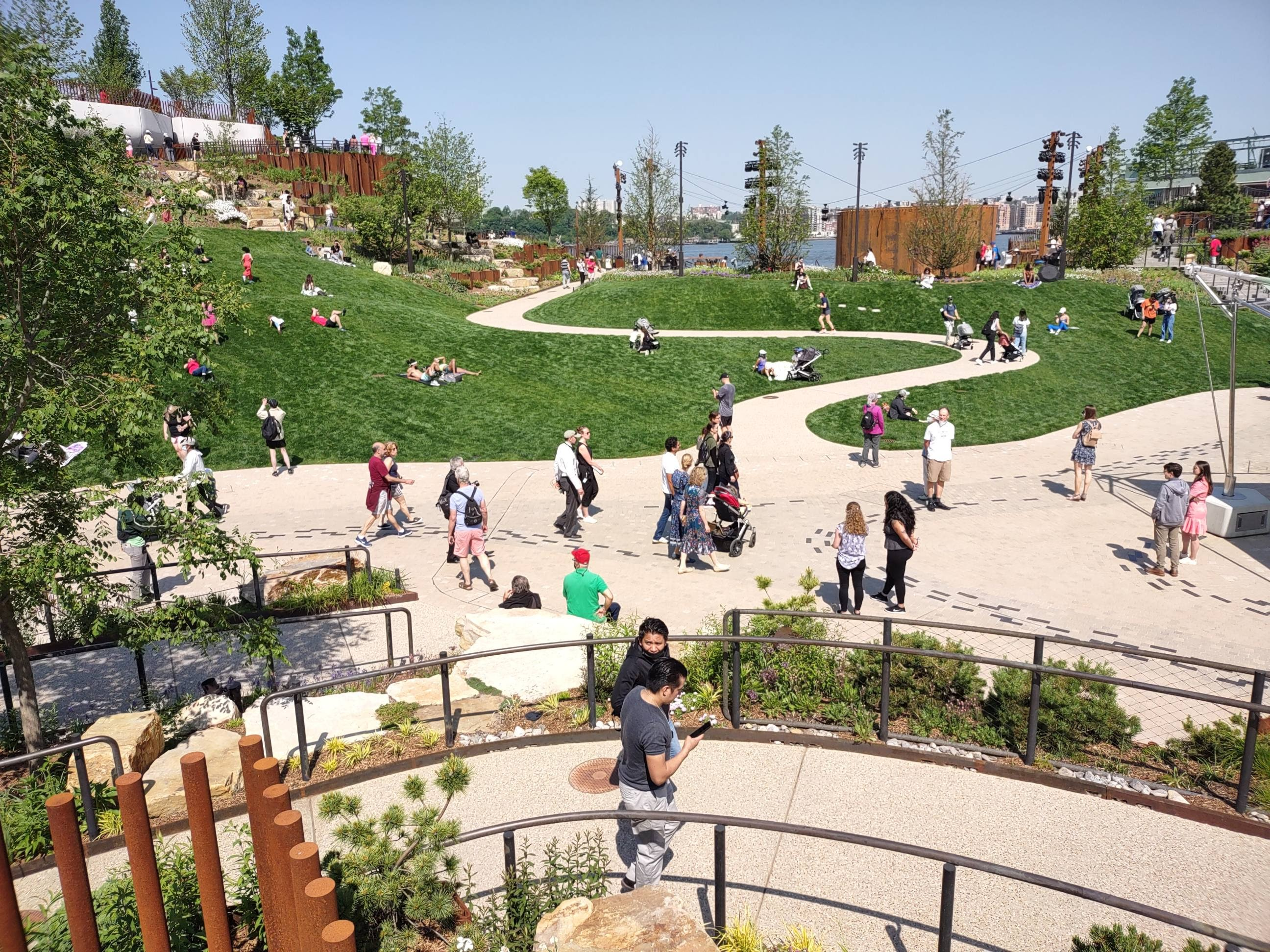
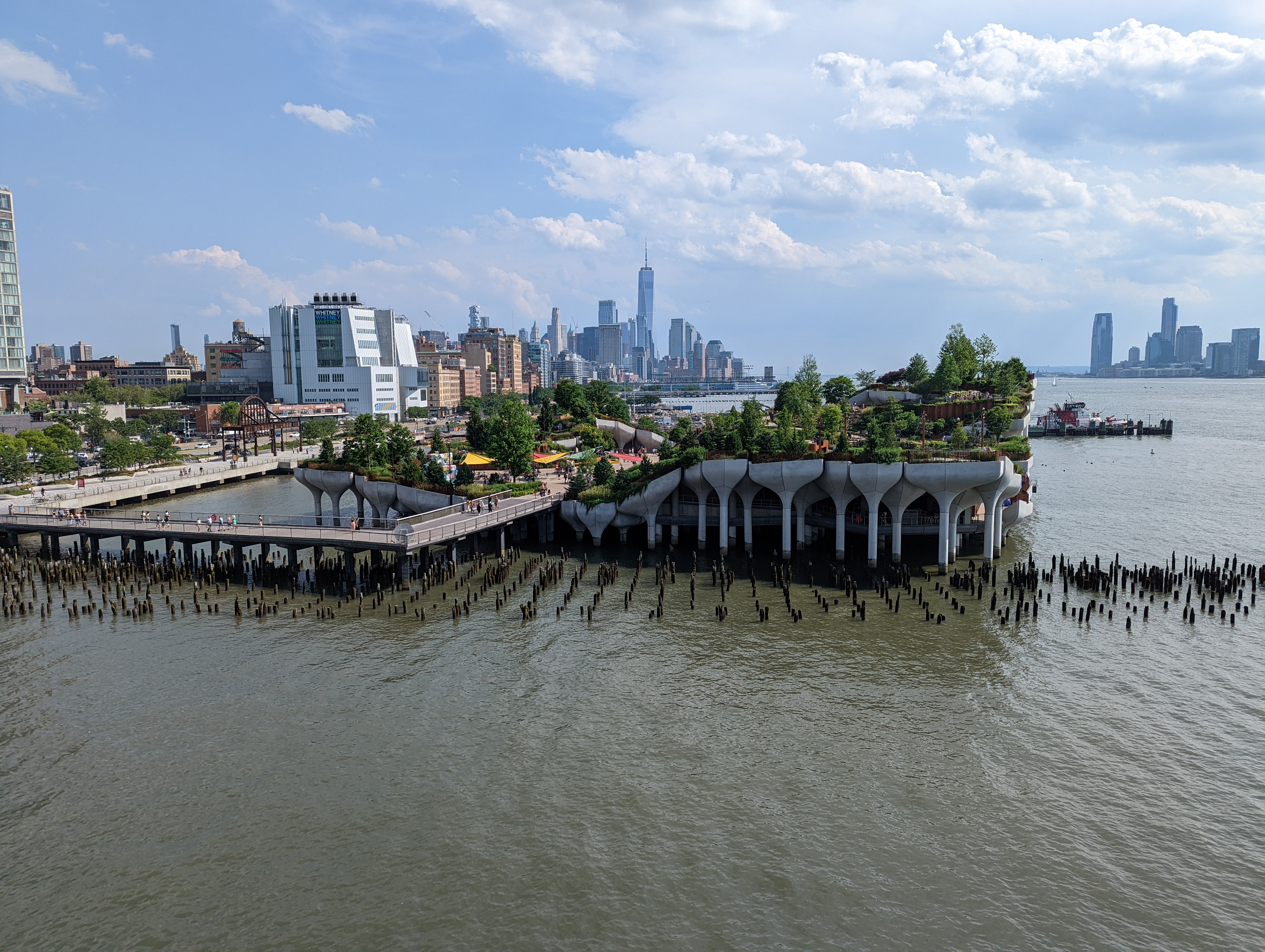
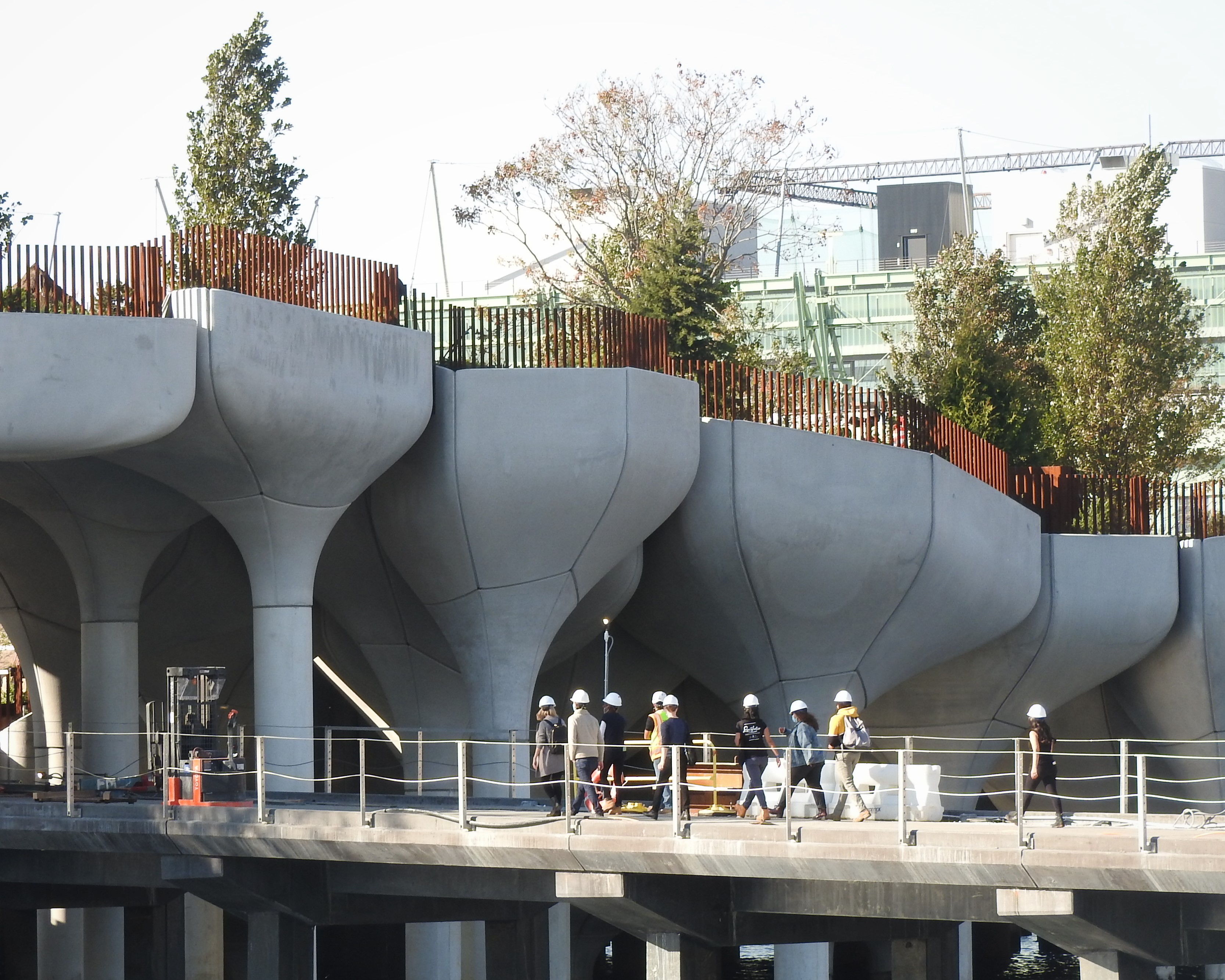
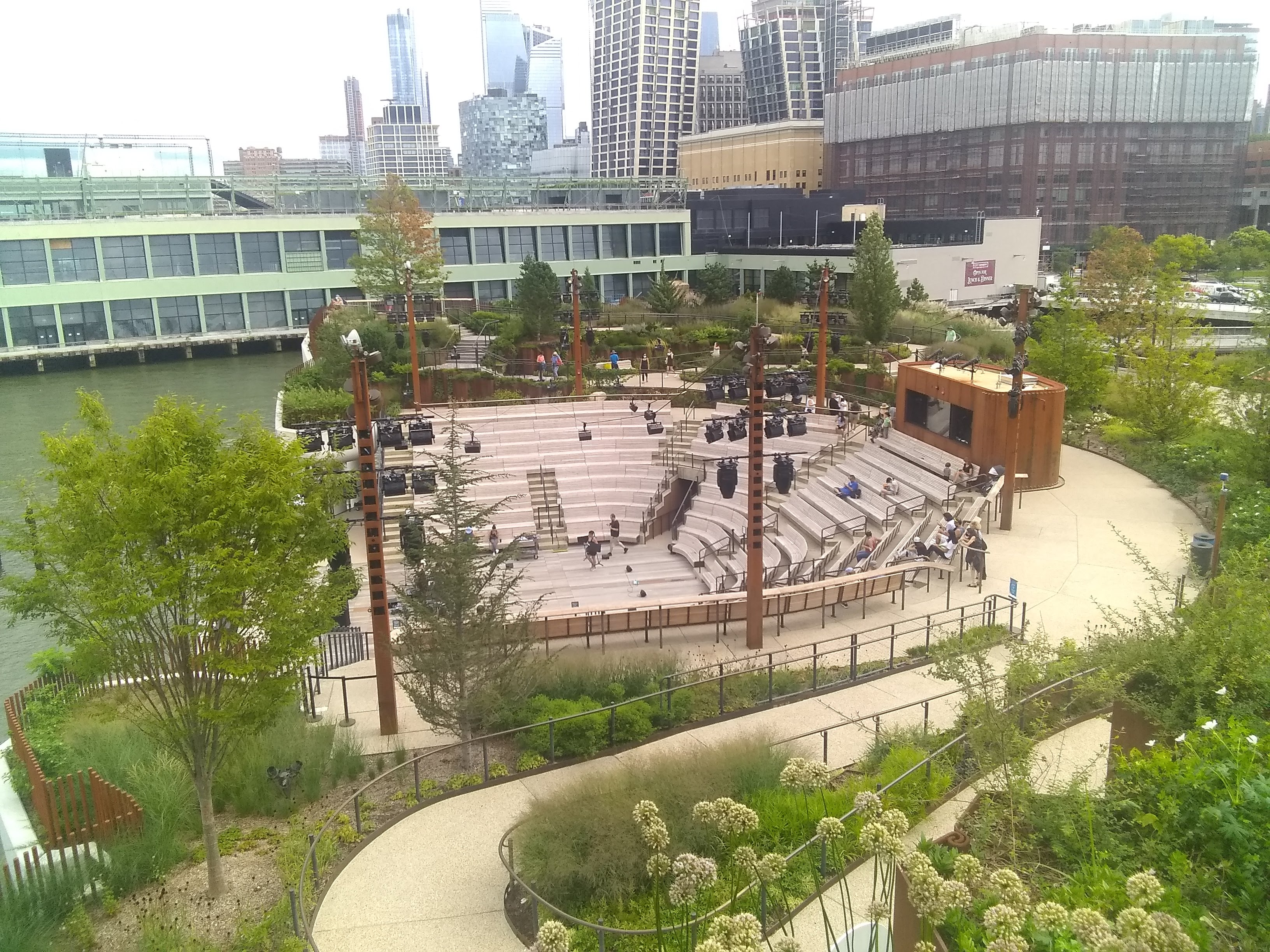